# Tibor Gécsek
Tibor Gécsek (* 22. September 1964 in Szentgotthárd) ist ein ehemaliger ungarischer Leichtathlet, der von 1987 bis 2002 zur Weltklasse gehörte. Der Europameistertitel 1998 im Hammerwurf war sein größter Erfolg.

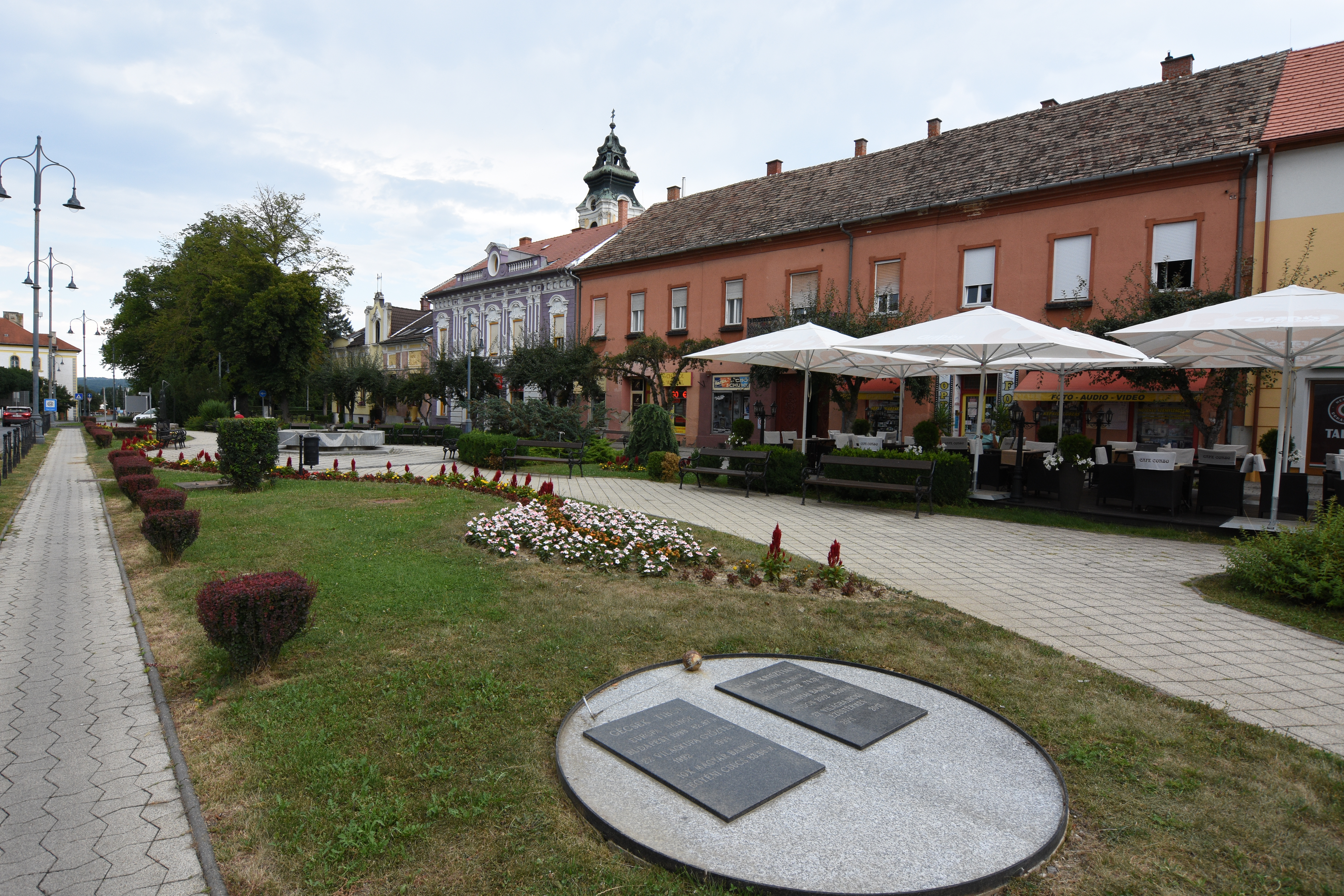
Straßenbild in Szentgotthárd und Denkmal von Tibor Gécsek

## Karriere bis 1995
Nach einem dritten Platz bei den ungarischen Landesmeisterschaften 1985 wurde er 1986 erstmals ungarischer Meister. Bis 1994 wurde er jedes Jahr ungarischer Meister, 1999 und 2001 folgten die Meistertitel zehn und elf.
Seinen ersten Auftritt bei großen internationalen Meisterschaften hatte Gécsek bei den Weltmeisterschaften 1987 in Rom, mit 77,56 m belegte er den siebten Platz. Ein Jahr später bei den Olympischen Spielen 1988 warf er 78,36 m und platzierte sich auf dem sechsten Platz.
Bei den Europameisterschaften 1990 in Split warf er mit 80,14 m vier Meter kürzer als der Sieger Ihar Astapkowitsch, gewann aber Silber mit 12 Zentimetern Vorsprung auf den zweiten Vertreter der Sowjetunion, Igor Nikulin. Bei den Weltmeisterschaften 1991 in Tokio gelang ihm ein Wurf von 78,98 m, damit belegte er den vierten Platz hinter Jurij Sedych, Ihar Astapkowitsch und Heinz Weis. Ebenfalls Vierter wurde Gécsek im Jahr darauf bei den Olympischen Spielen 1992 in Barcelona. Mit 77,78 m lag er allerdings rund vier Meter hinter den drei Vertretern der GUS, Andrei Abduwalijew, Astapkowitsch und Nikulin.
Mit der Auflösung der Sowjetunion traten ab 1993 mehr Werfer aus der sowjetischen Hammerwurfschule bei internationalen Wettbewerben an, trotzdem folgten für Gécsek recht erfolgreiche Jahre. Bei den Weltmeisterschaften 1993 in Stuttgart platzierten sich auf den ersten sieben Plätzen sechs Werfer aus der alten Sowjetunion. Es gewann Abduwalijew für Tadschikistan vor Astapkowitsch für Weißrussland, Gécsek schob sich mit 79,54 Meter zwischen die ehemaligen Mannschaftskameraden und gewann Bronze. Mit der Weite von Stuttgart hätte Gécsek auch bei den Europameisterschaften 1994 in Helsinki Bronze gewonnen, hinter dem Russen Wassili Sidorenko und Astapkowitsch. Aber auch Heinz Weis und Igor Nikulin platzierten sich vor dem Ungarn, der mit 77,62 Meter Fünfter wurde. Bei den Weltmeisterschaften 1995 in Göteborg wiederholte sich zumindest von den Namen her das Ergebnis von Stuttgart 1993: Es gewann Abduwalijew vor Astapkowitsch und Gécsek, der sich mit 80,98 Meter bis auf 70 Zentimeter an seinen ungarischen Rekord von 1988 heranwarf.
Am 30. August 1995 wurde Gécsek in Berlin bei einer Doping-Probe positiv getestet. Dafür wurde er 1996 für die Dauer von vier Jahren gesperrt. Da die IAAF 1997 die vierjährige Regelsperre auf zwei Jahre verkürzte, konnte Gécsek ab September 1997 wieder starten.

## Karriere ab 1997
Nachdem ihm 1997 mit 77,00 m nur eine mäßige Weite gelungen war, steigerte er 1998 seinen ungarischen Rekord dreimal, zuletzt auf 83,68 m. Die erste Rekordverbesserung gelang ihm im Népstadion im Finale der Europameisterschaften 1998 in Budapest. Mit 82,87 m gewann er vor ungarischem Publikum Gold vor seinem Landsmann Balázs Kiss und dem Deutschen Karsten Kobs. Wie sehr sich die Kräfteverhältnisse im Hammerwurf verändert hatten, demonstriert die Tatsache, dass unter den ersten Acht in Budapest nur ein Hammerwerfer aus der ehemaligen Sowjetunion stand: Der unverwüstliche Astapkowitsch wurde noch einmal Siebter. Seinen Rang als stärkster Werfer der Saison untermauerte Gécsek mit einem Sieg beim Leichtathletik-Weltcup in Johannesburg.
1999 bei den Weltmeisterschaften in Sevilla war Karsten Kobs der einzige 80-Meter-Werfer. Gécsek hatte zwar im Vorfeld vier 80-Meter-Wettkämpfe absolviert, in Sevilla verpasste er mit 78,95 m Silber um zehn und Bronze um acht Zentimeter. Bester Ungar war auf dem zweiten Platz Zsolt Németh. Im olympischen Finale 2000 in Sydney war Gécsek wieder stärkster Ungar, belegte aber mit 77,70 m nur den siebten Platz. Bei den Weltmeisterschaften 2001 in Edmonton erreichten mit Balázs Kiss, Gécsek und Adrián Annus drei Ungarn das Finale. Kiss auf Platz sechs, Gécsek mit 79,34 m auf Platz acht und Annus auf Platz neun konnten sich aber nicht an die Medaillen heranwerfen. Seine letzte Finalplatzierung gelang Gécsek bei den Europameisterschaften 2002 in München, wo er mit 79,25 m den sechsten Platz belegte; Europameister wurde Adrián Annus.

## Allgemeines
Gécsek ist slowenischer Abstammung. Seine Eltern sind in Rábatótfalu bei Szentgotthárd geboren (deutsch: Windischdorf, slowenisch: Slovenska ves), einem slowenischen Dorf in Ungarn. Der Name Gyécsek ist unter den Slowenen relativ häufig.
Als Leichtathlet trat Gécsek für den Verein Dobó SE in Szombathely an. Neben seiner Hammerwurfkarriere trat der 1,85 m große und mit seinem Wettkampfgewicht von 107 kg recht schnellkräftige Athlet auch im Rasenkraftsport an.
Der ausgebildete Mechaniker machte sich später als Unternehmer selbständig. Am 10. November 2002 wurde er zum Vizepräsidenten des Ungarischen Leichtathletikverbandes gewählt.